# Batthyány Imre
Németújvári gróf Batthyány Imre (Szabadbattyán, 1791. január 23. – Szabadbattyán, 1874. szeptember 16.) Zala vármegye főispánja.

## Élete
Az ősrégi és tekintélyes főnemesi gróf németújvári Batthyány család sarja. Apja, gróf Batthyány Imre (1742-1819), anyja hallerköi gróf Haller Anna Mária (1757-1814) volt. A gimnáziumot Székesfehérvárott végezte s a költészeti osztályt Virág Benedektől tanulta 1797-ben; a bölcseletet és jogot (1797–1800) a pesti egyetemen hallgatta. Az ügyvédi vizsgát letevén, a hétszemélyes tábla bírája, később Zala vármegye főispánja lett. 1861-ben még ő rendezte a megyét, de aggkora miatt visszavonult a magányba. Mint királyi főlovászmester két koronázáson teljesíté tisztét, V. Ferdinánd királyén (1830-ban) és I. Ferenc Józsefén (1867-ban). Az Aranygyapjas rend lovagja, Szent István rend középkeresztese, valódi belső titkos tanácsos volt.

## Művei
- Versus heroici de pace confecta. Pestini 1797.
- Assertiones ex universa physica. Uo. 1798.

Arcképe Manschgo után Rollberg által kőre rajzolva megjelent a Thewrewk-féle Magyar Pantheonban 1829-ben.